# Vlorë (district)
Vlorë (Albanees: Rrethi i Vlorës) is een van de 36 districten van Albanië. Het heeft 147.000 inwoners, waaronder een grote Griekse minderheid, en een oppervlakte van 1609 km². Het district ligt in het zuidwesten van het land in de prefectuur Vlorë. De hoofdstad van het district is Vlorë. Het district staat bekend om zijn mooie kust.

## Gemeenten
Vlorë telt 13 gemeenten, waarvan vier steden.
- Armen
- Brataj
- Himarë (stad)
- Horë-Vranisht
- Kotë
- Novoselë
- Orikum (stad)
- Qendër
- Selenicë (stad)
- Sevaster
- Shushicë
- Vlorë (stad)
- Vllahinë

## Bevolking
In de periode 1995-2001 had het district een vruchtbaarheidscijfer van 2,33 kinderen per vrouw, hetgeen lager was dan het nationale gemiddelde van 2,47 kinderen per vrouw.
Berat · Bulqizë · Delvinë · Devoll · Dibër · Durrës · Ëlbasan · Fier · Gjirokastër · Gramsh · Has · Kavajë · Kolonjë · Korçë · Krujë · Kuçovë · Kukës · Kurbin · Lezhë · Librazhd · Lushnjë · Malësi e Madhe · Mallakastër · Mat · Mirditë · Peqin · Përmet · Pogradec · Pukë · Sarandë · Skrapar · Shkodër · Tepelenë · Tirana · Tropojë · Vlorë